# Sulejman Rebac
Sulejman Rebac (Mostar, 26. ožujka 1929. – Mostar, 16. studenoga 2006.), hrvatski nogometni reprezentativac.

## Klupska karijera
Napadač, karijeru je započeo u rodnom Mostaru u FK Veležu gdje je igrao od 1947. Kasnije, 1954. prelazi u HNK Hajduk Split gdje je odigrao prvu utakmicu za Kup Jugoslavbije 18. augusta protiv Proletera iz osijeka. S Hajdukom je osvojio i jugoslavensko prvenstvo 1955. godine. Za Hajduk je odigrao 168 utakmica i postigao ravno 100 golova, od čega 33 u službenim utakmicama i 67 u prijateljskim. Sula Rebac strijelac je i dva gola protiv Dinama 3. travnja 1955. koju je Hajduk dobio na Maksimiru protiv Dinama s 0:6.  
Statistika u Hajduku
| Natjecanje        | Nastupi | Zgoditci |
| ----------------- | ------- | -------- |
| Prvenstvo         | 72      | 30       |
| Kup               | 9       | 3        |
| Superkup          | 0       | 0        |
| Međunarodne       | 2       | 0        |
| Splitski podsavez | 0       | 0        |
| Ukupno            | 83      | 33       |
| Prijateljske      | 85      | 67       |
| Sveukupno         | 168     | 100      |

Poslije Hajduka odlazi u FK Sarajevo gdje završava igračku karijeru u kojoj je odigrao više od 1000 utakmica i postigao preko 620 pogodaka.

## Reprezentativna karijera
Nastupio je 1 put za hrvatsku nogometnu reprezentaciju i to u Zagrebu, protiv Indonezije (5-2), 12. rujna 1956. i postigao dva pogotka. Bila je to jedina međunarodna utakmica koju je hrvatska reprezentacija odigrala u vrijeme dok je bila sastavni dio Jugoslavije.
11 puta je nastupio i za jugoslavensku B reprezentaciju.

## Trenerska karijera
Poslije igračke nastavio je s trenerskom karijerom, prvo u rodnom Mostaru, a potom i u Sarajevu.